# Hachirōgata
El Hachirōgata o llac Hachirō (en japonès: 八郎湖, Hachirō-ko), és un llac situat a la Prefectura d'Akita, al nord del Japó. Es troba a 4 metres per sota del nivell del mar, sent per tant el punt més baix de tot el Japó.

## Geografia
El Hachirōgata, originalment, tenia uns dotze kilòmetres d'ample i vint de llarg (de nord a sud). Tenia també una profunditat de 5 metres en una petita àrea de l'est mentre que al centre en tenia quatre i mig, però en la majoria de casos la profunditat era de tres metres. Antigament, l'aigua arribava al llac des de diferents rius que provenien de l'est i el nord; també tenia aportació d'aigua salada des del mar del Japó a través del canal Funakoshi. El llac era un bon lloc per a la pesca, fins i tot amb la seva superfície glaçada.
L'any 1957, després que es realitzessin estudis i que el Banc Mundial i la FAO hi donessin suport, es van iniciar les operacions per a guanyar terreny al llac per a les plantacions d'arròs. Les obres van acabar l'any 1977 convertint 17.203 hectàrees del llac en terrenys fèrtils. Damunt d'aquests terrenys guanyats al llac s'hi construí el poble d'Ogata, l'únic poble del Japó construït sobre terrenys guanyats a l'aigua.

## Geologia
Fa 10.000 anys, el llac es trobava completament sec, ja que el nivell del mar era uns 30 metres inferior a l'actual per la presència de casquets polars importants; fa entre 8.000 i 6.000 anys, l'augment de les temperatures provocà un increment en el nivell del mar que inundà part del llac, que quedà comunicat completament amb el mar. Fa entre 4.000 i 2.000 anys una petita disminució del nivell del mar provocà la creació de bancs de sorra que limitaren el flux d'aigua entre el mar i la zona del llac. Abans que es guanyés terreny al llac, aquest tenia tant fluxos d'aigua continental com d'aigua marina, i es trobava gairebé aïllat del mar.

## Llegenda
D'acord amb una llegenda local, el llac Hachirō estava habitat per un drac des de temps immemorials. Aquest, anomenat Hachirō Tarō, deixava el llac cada hivern per a passar els mesos més freds en un altre llac més profund i més terra endins, en el qual hi vivia un company seu: el llac Tazawa. Per això, segons la llegenda el Hachirōgata sempre presenta gel a l'hivern, ja que no té cap drac que l'escalfi, mentre el Tazawa, al tenir-ne dos no sol glaçar.